# Suleiman Abdullahi
Suleiman Abdullahi, né le 10 décembre 1996 à Kaduna au Nigeria, est un footballeur nigérian, qui évolue au poste d'ailier droit à l'IFK Göteborg.

## Biographie

### Viking Stavanger
Suleiman Abdullahi commence le football au Nigeria, avec le club d'El-Kanemi Warriors. Il rejoint l'Europe et la Norvège en 2015, en s'engageant avec le Viking Stavanger. Il débute dans l'Eliteserien le 6 avril 2015, lors d'une défaite de son équipe par un but à zéro contre le Mjøndalen IF. Le 24 avril de la même année, Abdullahi inscrit son premier but sous ses nouvelles couleurs, contre le Rosenborg BK, mais son équipe s'incline (1-4).

### Eintracht Brunswick
Le 17 juin 2016, est annoncé le transfert de Suleiman Abdullahi à l'Eintracht Brunswick, pour un contrat de quatre ans. 
Il joue son premier match sous ses nouvelles couleurs le 17 décembre 2016, contre le Karlsruher SC (0-0). Abdullahi marque son premier but pour le club le 5 février 2017, lors d'une rencontre de championnat face au FC St. Pauli. Buteur en fin de match, il ne peut empêcher la défaite de son équipe (1-2 score final).
Le 17 novembre 2017 il inscrit son deuxième but pour le club lors du match nul contre l'Arminia Bielefeld, en championnat (2-2).

### Union Berlin
En août 2018, à la suite de la relégation de l'Eintracht Brunswick, Suleiman Abdullahi est prêté avec option d'achat pour la saison 2018-2019 à un autre club allemand, l'Union Berlin. Il ne débute cependant pas tout de suite avec sa nouvelle équipe, étant blessé à la cheville. Il participe à la montée historique du club en Bundesliga cette saison-là.
Le 1er juin 2019, est annoncé le transfert définitif d'Abdullahi à l'Union Berlin, il découvre donc l'élite du football allemand en même temps que son club lors de la saison 2019-2020. Il joue son premier match dans l'élite lors de la première journée le 18 août 2019, avec à la clé une lourde défaite de l'Union contre le RB Leipzig (0-4).

### IFK Göteborg
Le 28 juin 2022, Suleiman Abdullahi rejoint la Suède afin de s'engager en faveur de l'IFK Göteborg. Il signe un contrat courant jusqu'en décembre 2025.